# Robert Webber
Robert Webber (ur. 14 października 1924 w Santa Ana, zm. 19 maja 1989 w Malibu) – amerykański aktor filmowy, występował w drugoplanowych rolach w kilku filmach, które przeszły do legendy kina, m.in. Dwunastu gniewnych ludzi i Parszywa dwunastka. Często pojawiał się także gościnnie w serialach telewizyjnych. Zmarł na chorobę Lou Gehriga.

## Filmografia
- Dwunastu gniewnych ludzi (1957) jako przysięgły nr 12
- Parszywa dwunastka (1967) jako generał Denton
- Wielka nadzieja białych (1970) jako Dixon
- Kojak (1973-78; gościnnie) jako David Lawrence
- Dajcie mi głowę Alfredo Garcii (1974) jako Sappensly
- Bitwa o Midway (1976) jako kontradmirał Frank J. Fletcher
- Quincy (1976–1978; gościnnie) jako dr Ted Franklin
- Zemsta Różowej Pantery (1978) jako Philippe Douvier
- Cień Caseya (1978) jako Mike Marsh
- Niedzielni kochankowie (1980) jako Henry Morrison
- Szeregowiec Benjamin (1980) jako Clay Thornbush
- Niebezpieczne ujęcia (1984-85; gościnnie) jako Mason Carter
- Na wariackich papierach (1985-89; gościnnie) jako Alexander Hayes
- Dzikie gęsi 2 (1985) jako Robert McCann
- Wariatka (1987) jako Francis MacMillan